# Паметник на Ильо войвода (Кюстендил)
Паметникът на Ильо войвода е монумент в чест на българския хайдутин и революционер Ильо войвода (1872 – 1903) в град Кюстендил, България.

## Местоположение
Паметникът е разположен между улиците „Цар Освободител“ от север и „Ильо войвода“ от юг, югозападно до Къщата музей „Ильо войвода“.

## История
Паметникът е открит на 2 юни 1979 година. Негови автори са скулпторът Стефан Стоимиров, архитект Юлий Фърков и инженерът паркостроител Григор Владимиров.

## Описание
Паметникът представлява монументална, гранитна фигура на войводата, стъпила върху постамент. Подходът към него е решен с цветни пана и ритуална площадка, настлана с гранитни плочи.